# Toilette à faible débit d'eau
Une toilette à faible débit (ou une toilette à débit réduit ou une toilette à haut rendement, en anglais low-flush toilet,  low-flow toilet, high-efficiency toilet) est une toilette à chasse d'eau qui consomme beaucoup moins d'eau qu'une toilette à chasse d'eau complète. Une toilette à faible débit utilise 4,8 litres (1,3 gallon US; 1,1 gal imp) ou moins par chasse d'eau, par opposition aux 6 litres (1,6 gallon US; 1,3 gal imp) ou plus d'une toilette à chasse d'eau normale. Elles ont été utilisées aux États-Unis dans les années 1990, en réponse aux préoccupations de conservation de l'eau. Les toilettes à faible débit comprennent des modèles à simples chasse d'eau et des toilettes à double chasse, qui utilisent généralement 1,6 USgpf (US gallons per flush) pour la chasse complète et 1,28 USgpf pour une chasse d'eau réduite.

## Économie d'eau
Le programme WaterSense de l'Environmental Protection Agency des États-Unis prévoit que les toilettes respectent l'objectif d'utiliser moins de 1,6 gallon américain par chasse. Les unités qui respectent ou dépassent cette norme peuvent porter l'autocollant WaterSense. L'EPA estime que la maison américaine moyenne économisera 90 $ US par an et 2 000 $ sur la durée de vie des toilettes. Les toilettes sèches peuvent conduire à des économies d'eau encore plus importantes dans les maisons privées, car elles n'utilisent pas d'eau pour le rinçage.

## Problèmes
Les premières toilettes à faible débit aux États-Unis étaient souvent d'une mauvaise conception qui nécessitait plus d'une chasse d'eau pour débarrasser le bol de déchets solides, emportant plus d'eau que la seule chasse d'eau d'une toilette standard. En réponse, le député américain du Michigan, Joe Knollenberg, a tenté de faire annuler la loi par le Congrès mais a échoué.
En 2011, le San Francisco Chronicle a rapporté que, tandis que les toilettes à faible débit ont permis à la ville de San Francisco d'économiser 20 millions de gallons d'eau par an, la réduction du volume d'eau a provoqué une remontée des boues résiduaires dans les égouts de la ville, conçus conformément à un rapport plus élevé de l'eau aux solides. La ville tenta de résoudre ce problème en ajoutant de l'eau de Javel aux tuyaux, une proposition qui souleva des objections environnementales. La conception du système de vidange dans la maison permet d'utiliser des tuyaux de drainage de plus petit diamètre pour améliorer le débit en forçant les déchets à aller plus haut dans le tuyau et donc ayant moins tendance à se déposer le long du tuyau.

## Histoire
En 1988, le Massachusetts est devenu le premier État des États-Unis à imposer l'utilisation de toilettes à faible débit dans les nouvelles constructions et les rénovations. En 1992, le président américain George H. W. Bush a signé l'Energy Policy Act. Cette loi instaure un maximum fédéral obligatoire pour les nouvelles toilettes à 1,6 gallons par chasse d'eau. Cette loi est entrée en vigueur le 1er janvier 1994 pour les bâtiments résidentiels et le 1er janvier 1997 pour les bâtiments commerciaux.
La première génération de toilettes à faible débit a été conçue comme des toilettes traditionnelles. Une soupape s'ouvrait et l'eau coulait passivement dans le vase. La pression de l'eau résultante était souvent insuffisante pour évacuer les déchets. 